# NSWRL 1926
Die NSWRL 1926 war die neunzehnte Saison der New South Wales Rugby League Premiership, der ersten australischen Rugby-League-Meisterschaft. Den ersten Platz nach Ende der regulären Saison belegten die South Sydney Rabbitohs. Diese gewannen im Finale 11:5 gegen eine Mannschaft der University of Sydney und gewannen damit zum sechsten Mal die NSWRL.
Zwischen 1912 und 1925 sah das Format der NSWRL vor, dass die Mannschaft den Titel gewann, die nach der regulären Saison den ersten Tabellenplatz belegte. Ein Finale gab es nur, wenn der Tabellenerste und der Tabellenzweite punktgleich waren. Das hatte ein sinkendes Interesse am Wettbewerb in den letzten Runden zur Folge, so dass man sich zur Einführung einer Playoff-Serie zwischen den vier bestplatzierten Mannschaften entschloss.

## Tabelle
|     | Team                    | Spiele | Siege | Unent. | Ndlg. | Spiel- punkte | Diff. | Tabellen- punkte |
| --- | ----------------------- | ------ | ----- | ------ | ----- | ------------- | ----- | ---------------- |
| 01. | South Sydney Rabbitohs  | 16     | 14    | 0      | 2     | 318:146       | + 172 | 32               |
| 02. | Glebe                   | 16     | 9     | 1      | 6     | 188:168       | + 20  | 23               |
| 03. | Eastern Suburbs         | 16     | 9     | 1      | 6     | 207:192       | + 15  | 23               |
| 04. | Sydney University       | 16     | 9     | 0      | 7     | 198:217       | - 19  | 22               |
| 05. | Western Suburbs Magpies | 16     | 8     | 0      | 8     | 252:227       | + 25  | 20               |
| 06. | Newtown Jets            | 16     | 7     | 0      | 9     | 189:223       | - 34  | 18               |
| 07. | North Sydney Bears      | 16     | 7     | 0      | 9     | 227:271       | - 44  | 18               |
| 08. | Balmain Tigers          | 16     | 6     | 0      | 10    | 187:184       | + 3   | 16               |
| 09. | St. George Dragons      | 16     | 2     | 0      | 14    | 169:307       | - 138 | 8                |

- Da in dieser Saison jedes Team zwei Freilose hatte, wurden nach der Saison nur normalen Punktezahl noch 4 Punkte dazugezählt.

## Playoffs

### Halbfinale
| 4. September | Sydney University | 29 : 3 | Glebe | Sydney Cricket Ground, Sydney Zuschauer: 9.000 Schiedsrichter: Webby Neill |
| 4. September | (8:0) Bericht     |        |       | Sydney Cricket Ground, Sydney Zuschauer: 9.000 Schiedsrichter: Webby Neill |

| 11. September | South Sydney Rabbitohs | 21 : 5 | Eastern Suburbs | Sydney Cricket Ground, Sydney Zuschauer: 15.000 Schiedsrichter: Webby Neill |
| 11. September | (5:0) Bericht          |        |                 | Sydney Cricket Ground, Sydney Zuschauer: 15.000 Schiedsrichter: Webby Neill |

### Grand Final
| 18. September | South Sydney Rabbitohs                                  | 11 : 5         | Sydney University                              | Royal Agricultural Society Showground, Sydney Zuschauer: 20.000 Schiedsrichter: Webby Neill |
| 18. September | Versuche: Brogan, Finch, Watson Erhöhungen: Blair (1/3) | (11:0) Bericht | Versuche: McCormack Erhöhungen: McIntyre (1/1) | Royal Agricultural Society Showground, Sydney Zuschauer: 20.000 Schiedsrichter: Webby Neill |

| 1  | Alan Righton    |
| 2  | Albert Carr     |
| 3  | Vic Lawrence    |
| 4  | Harry Finch     |
| 5  | Reg Williams    |
| 6  | Alfred Blair    |
| 7  | Frank Brogan    |
| 8  | Arch Thompson   |
| 9  | Harry Cavanough |
| 10 | George Treweek  |
| 11 | Eddie Root      |
| 12 | Alf O’Connor    |
| 13 | Dave Watson     |

| 1  | Hubert Finn       |
| 2  | Frank O’Rourke    |
| 3  | Tom Barry         |
| 4  | Pat McCormack     |
| 5  | Martin Cunningham |
| 6  | Alby Lane         |
| 7  | Edward Wynter     |
| 8  | Edward Ryan       |
| 9  | Frank Benning     |
| 10 | Jim Ward          |
| 11 | Ernest Ogg        |
| 12 | Bill Flanagan     |
| 13 | Jim McIntyre      |